# Port-Gentil Football Club
Maillots
Le Port-Gentil Football Club, également connu sous le nom de POG FC, est un club de football basé a Port-Gentil au Gabon.

## Histoire
- Saison 2013–14 :

Pour sa 1re saison en D1, le Port-Gentil FC réalise une saison en demi-teinte. Le club se classe 11e sur 14e en championnat, avec un bilan de 7 victoires, 5 nuls et 14 défaites.
- Saison 2012–13 :

Logé dans la province de l'Ogooué Maritime, dans le championnat provincial de la Ligue de football de l'Ogooué Maritime (LIFOM), il remporte le championnat de D2 provincial, et joue le tournoi pour la montée en D1. Le club est logé dans le groupe B, avec les équipes suivantes :
- FC 105
- Ocean de la Nyanga
- Schlecher de lambaréné
- B46 du Haute Ogooué
- LAC Bleu de Mouila
- POG FC de Port-Gentil
Après les matches de poule, le POG FC et l'Ocean de la Nyanga se qualifient pour les demi-finales, en compagnie de deux clubs de la Poule A, à savoir le Ballon D'Or et le Stade Mandji de Port-Gentil. En demi-finale, deux clubs se qualifient pour la première fois de leur histoire en première division :
- le Port-Gentil Football Club
- l'Ocean Club de la Nyanga
Le Port-Gentil Football Club n'aura joué qu'une seule saison en Division 2, avant d'obtenir la promotion en Division 1. C'est le seul club à avoir réalisé cette performance dans l'histoire du football gabonais.